# Xiaoting (Yichang)
Xiaoting (chiń. upr. 猇亭区; chiń. trad. 猇亭區; pinyin Xiāotíng Qū) – dzielnica w środkowej części prefektury miejskiej Yichang w prowincji Hubei w Chińskiej Republice Ludowej. Liczba mieszkańców dzielnicy w 2010 roku wynosiła 61230.